# Avenida de Becora
Die Avenida de Becora ist eine Straße im Osten der osttimoresischen Landeshauptstadt Dili.

## Verlauf
Die Avenida de Becora ist eine Ausfallstraße Dilis. Sie beginnt als Fortführung der Avenida da Liberdade de Imprensa an der Brücke über den Mota Bidau und führt zunächst durch den Suco Culu Hun. Hier befindet sich an der Nordseite der Sitz des Sucos Culu Hun. Ab der Brücke über den Bemori wechselt die Avenida de Becora in den Suco Becora, wo die Herz-Jesu-Kirche von Becora, der Konvent der Canossianer und der Sitz des Sucos Becora sowie des Verwaltungsamtes Cristo Rei stehen. Später löst auf der Nordseite der Straße der Suco Camea Becora ab. In Camea liegt an der Straße das Gefängnis Becora. An der Brücke über den Benamauc endet die Avenida de Becora und wird zur Rua Fatu-Ahi, die weiter aus Dili in Richtung des Ortes Hera führt.